# Marabou (etnia)
Marabou é um termo de origem haitiana denotando etnia multirracial. O termo descreve os descendentes de uma pessoa de raça mista: preto Africano/europeu e um ameríndio, mais especificamente os nativos Taíno, nascidos no Haiti (antigo Saint-Domingue).
A contínua importação de milhares de africanos escravizados no âmbito do francês e Espanhol diluído a gerações dos chamados "marabous" ao longo das décadas. Hoje a maioria dos haitianos de ascendência ameríndia, assumem também ter ascendência africana. 
Existem outros termos para o "marabou" ou "marabu" mistura racial em outros países (ver Cafuzo, Zambo).